# 扬中市良种繁育场
扬中市良种繁育场，是中华人民共和国江苏省鎮江市扬中市下辖的一个类似乡级单位。

## 行政区划
下辖以下地区：
良种繁育场虚拟生活区。